# Eveline Bartlitz
Eveline Bartlitz (* 17. Dezember 1926 in Berlin) ist eine deutsche Buchhändlerin, Bibliothekarin und Weber-Forscherin.

Signum von Eveline Bartlitz

## Leben und Wirken
Sie ist als Tochter von Arthur und Charlotte Bartlitz geb. Lepke in Berlin-Mitte aufgewachsen und besuchte die evangelische Privatschule Marthashof, die 1938 von den Nationalsozialisten aufgelöst worden ist. Danach erfolgte der Schulabschluss 1943 in einer Mädchen-Mittelschule. Eine Ausbildung zur Buchhändlerin erhielt B. in der renommierten Berliner Buchhandlung Gsellius, die im November 1943 total ausgebombt wurde. Die Lehrzeit wurde erst nach dem Krieg im November 1946 beendet. Mitte Februar 1947 war der Beginn der Berufsausbildung zur Bibliothekarin in der an der Öffentlichen Wissenschaftlichen Bibliothek (ehemals Preußische Staatsbibliothek) etablierten Fachschule, die im September 1948 beendet wurde. Ab 1. Dezember 1948 bis Juli 1991 folgte die Arbeit als Diplom-Bibliothekarin in der Musikabteilung dieser Bibliothek, die noch zweimal ihren Namen wechselte und seit 1991  den Namen Staatsbibliothek zu Berlin – Preußischer Kulturbesitz trägt und in zwei Häusern angesiedelt ist (Unter den Linden und Potsdamer Straße). Nach der Entlassung aller noch arbeitenden Rentner im Juli 1991 war sie weiterhin tätig als freie Mitarbeiterin bei der Berliner Arbeitsgruppe der Carl-Maria-von-Weber-Gesamtausgabe, deren Hauptsitz Detmold ist, die aber von der Staatsbibliothek Arbeitsplätze bereitgestellt erhalten hat. Die Verabschiedung war am 31. Januar 2020.

## Ehrungen
- 1973 Ernennung zur Oberbibliothekarin
- 1981 Verleihung des Max-Herrmann-Preises der Staatsbibliothek Berlin
- 1988 Verleihung des Bruno-Kaiser-Preises der Staatsbibliothek Berlin
- 2005 Ehrenmitglied der Internationalen Carl-Maria-von-Weber-Gesellschaft e. V.
- Anlässlich ihres 90. Geburtstag am 17. Dezember 2016 erfolgte die Internet-Präsentation eines Sonderbandes der digitalen Edition der Weber-Gesamtausgabe, Webers Prager Wirkungsjahre (1813–1816) betreffend, an dem alle Mitarbeiter der Editionsleitung Detmold und der Arbeitsstelle Berlin mitgewirkt haben.

## Veröffentlichungen (Auswahl)

### Monographien
- Die Beethoven-Sammlung in der Musikabteilung der Deutschen Staatsbibliothek; Verzeichnis Autographe, Abschriften, Dokumente, Briefe, aufgenommen und zsgest. , Berlin 1970 [auch als online Ausgabe]
- Mein vielgeliebter Muks. Hundert Briefe Carl Maria von Webers an Caroline Brandt aus den Jahren 1814–1817. Erstmals nach den Quellen hg. im Auftrag der Deutschen Staatsbibliothek   Berlin/DDR von Eveline Bartlitz zum 200. Geburtstag Carl Maria von Webers, Berlin & München 1986
- Carl Maria von Weber. Autographen-Verzeichnis, Berlin 1986
- Joachim Veit, Eveline Bartlitz und Dagmar Beck (Hg.), „...die Hoffnung muß das Beste thun.“ Die Emser Briefe Carl Maria von Webers an seine Frau, München 2003

### Aufsätze (Auswahl)
- Neuerworbene Weber-Briefe in der Staatsbibliothek zu Berlin – Preußischer Kulturbesitz 1991–1992,  in: Weber-Studien, hg. von Gerhard Allroggen und Joachim Veit , Bd. 1, Mainz 1993, S. 1–37
- Einige Beobachtungen beim Autographenvergleich mit der gedruckten Ausgabe der Reisebriefe 1823/1826, in: Weberiana. Mitteilungen der Internationalen Carl-Maria-von-Weber-Gesellschaft e. V., H. 3 (1994), S. 19–25
- „Ich habe das Schicksal stets lange Briefe zu schreiben ...“. Der Brief-Nachlaß von Friedrich Wilhelm Jähns in der Staatsbibliothek zu Berlin – PK. Die Briefe Carl Baermanns an Friedrich Wilhelm Jähns, in: Weberiana, H. 8 (1999), S. 5–47
- „Verzeihen Sie meine Unbescheidenheit, Sie immer wieder mit Fragen zu behelligen ...“. Der Briefwechsel zwischen Friedrich Wilhelm Jähns und dem Verlag C. F. Peters in Leipzig, in: Weberiana, H. 10 (2000), S. 8–6
- „Weber und kein Ende!“. Franz Webers Briefe an Friedrich Wilhelm Jähns als Quellen zur Londoner Weber-Rezeption, in: Weberiana, H. 18 (2008), S. 85–152
- „Verzeihung für den schlimmen Frager!“ Der Briefwechsel zwischen Friedrich Wilhelm Jähns und Julius Benedict, in: Weberiana,  H. 20 (2010), S. 65–94
- Die Anfänge der Dresdner Abend-Zeitung und des Liederkreises im Spiegel der Briefe von Friedrich  August Schulze an August Apel, in: Weberiana, H. 22 (2012), S. 45–60
- „… so wird nach u. nach doch Gesamtausgabe“. Ein Blick auf Ideen und Versuche einer Brief-Gesamtausgabe Carl Maria von Webers im 19. und 20. Jahrhundert, in: Weberiana, H. 23 (Sommer 2013), S. 99–11
- Streiflichter auf Oberon in Leipzig und Berlin 1826/27 – zu einer Brieferwerbung der Berliner Staatsbibliothek, in: Weberiana, H. 24 (Frühjahr 2014), S. 5–26
- „… wer Flöte bläst, kauft doch allemahl von meinen Werken“. Anton Bernhard Fürstenaus Briefkontakte zum Verlag B. Schott’s Söhne zwischen 1819 und 1825, in: „Ei, dem alten Herrn zoll’ ich Achtung gern’“. Festschrift für Joachim Veit zum 60. Geburtstag, hg. von Kristina Richts und Peter Stadler, München 2016, S. 89–99

### Porträts
- In memoriam Mathilde von Weber. Ein Porträt, in: Weberiana,  H. 5 (1996), S. 4–8
- „Wen in der Welt interessiert Frl. Koch ...?“, in: Weber-Studien, Bd. 3, Mainz 1996, S. 27–54
- Dr. Peter Wackernagel zum 100. Geburtstag mit Auswahlbibliographie, Staatsbibliothek zu Berlin, Mitteilungen N.F. 6, 1997, Nr. 2, S. 275 bis 285.
- Weber lebenslänglich: Friedrich Wilhelm Jähns (2.01.1809 – 8.08.1888). Versuch eines Porträts, in: Weberiana, H. 7 (1998), S. 4–18
- „Wie liebt ich dich! – Du warst mein höchstes Gut“. In memoriam Caroline von Weber, geb. Brandt, in: Weberiana., H. 12 (2002), S. 5–51
- Werner Krahl, Eveline Bartlitz und Frank Ziegler, „[...] bey ihrem Gesange verstummt die Kritik, und Bewunderung tritt an ihre Stelle“ – Das ungewöhnliche Leben der Sängerin Helena Harlas (um 1785–1818), in: Weber-Studien, Bd. 8, Mainz 2007, S. 343–379
- Eveline Bartlitz/Hans Schneider/Ute Schwab: Der Fall Krüger-Riebow in der Erinnerung dreier Zeitzeugen. Ergänzungen und Berichtigungen. In: Bibliothek : Forschung und Praxis. Band 31. Heft 1. 2007, S. 84–89.
- Eveline Bartlitz und Frank Ziegler, Julius Benedict. Ein Komponist zwischen Weber, Rossini und Mendelssohn, in: Weberiana, H. 19 (2009), S. 125–190
- „Niemals stand seine stets bereite Feder still“. Wilhelm Altmann (1852–1951) zum 150. Geburtstag, in: Forum Musikbibliothek, Jg. 33 (2012), S. 28–33
- „… Ich habe mein ganzes bisheriges Studium dem Meister Weber gewidmet …“. In  memoriam Georg Kaiser (1. März 1883, Hartmannsdorf bei Limbach/Sachsen – 17. August 1918, Leipzig), in: Weberiana. H. 28 (2018), S. 139–146

### Zu Max Maria von Weber (1822–1881)
- „...das hätte der Vater doch anders gemacht!“. Max Maria von Webers Erinnerungen an Richard Wagner und die Dresdner ‚Tannhäuser‘-Aufführung, in: Weberiana, H. 13 (2003), S. 79–88
- „Den Leser mit ihm leben zu lassen“. Der lange Weg bis zu Max Maria von Webers Biographie seines Vaters, in: Weberiana, H. 25 (2015), S. 5–32
- „Ich bin sozusagen mit dem Freischütz aufgewachsen“.  Max Maria von Webers Berichte über seine Audienz bei Kaiser Napoleon III. In Paris 1865 und 1867, in: Weberiana. H. 26 (2016), S. 57–69

### Sonstiges
- „Quartier in Pillnitz gemiethet“. Eine Chronik des Weber-Museums Dresden-Hosterwitz aus Anlaß des 600-jährigen Ortsjubiläums von Hosterwitz 2006, in: Weberiana, H. 16 (2006), S. 5–28
- Ein-Blick in Carl Maria von Webers Bücherschrank, in: Weberiana, H. 17 (2007), S. 29–66
- „Unrichtigkeit“ oder „Ungenauigkeit“? Der Streit um Webers Berliner Euryanthe-Honorar im Kontext der Auseinandersetzungen zwischen Brühl und Spontini, in: Weberiana, H. 21 (2011), S. 7–36
- Eveline Bartlitz und Frank Ziegler, „Mit den Pintos ist es ein eigen Ding …“. Das Schicksal von Carl  Maria von Webers unvollendeter Oper Die drei Pintos von 1826 bis 1852 aus dem Blickwinkel seiner Familie, in: Weberiana, H. 27 (2017), S. 43–92